# Chris Barton
Christopher Bertram Ronald "Chris" Barton (ur. 21 listopada 1927 w Celbridge, zm. 18 sierpnia 2013 w Christchurch) – brytyjski wioślarz, srebrny medalista olimpijski.
Kształcił się w St Columba's College i Jesus College University of Cambridge. W 1948 roku wystartował w The Boat Race, odnosząc zwycięstwo. Osada Cambridge z 1948 była pierwszą w historii, która wygrała Boat Race w czasie poniżej 18 minut. Rekord ten został pobity w 1974.
Wystąpił na igrzyskach olimpijskich w Londynie w 1948 roku, gdzie Brytyjczycy w składzie: Chris Barton, Michael Lapage, Guy Richardson, Paul Bircher, Paul Massey, Brian Lloyd, David Meyrick, Alfred Mellows i Jack Dearlove (sternik) wywalczyli srebrny medal w ósemkach. W finale o 10,2 sekundy przegrali z osadą Stanów Zjednoczonych, a o 3,4 sekundy wyprzedzili Norwegów. Był to jego jedyny start olimpijski.
Jego ojciec, Derick Barton, reprezentował Wielką Brytanię w pięcioboju nowoczesnym.